# Emblema della Repubblica Socialista Sovietica Azera
L'emblema della Repubblica Socialista Sovietica Azera fu ufficialmente adottato il 14 marzo del 1937, e fu utilizzato come stemma ufficiale della repubblica fino al 1992.

## Simbologia
Come praticamente tutti gli stemmi delle repubbliche sovietiche, anche quello della Repubblica Socialista Sovietica Azera si ispira visibilmente a quello dell'Unione Sovietica. Sono anche in questo caso presenti infatti numerosi riferimenti tipici dell'araldica socialista: la falce e martello, la stella rossa a cinque punte (rappresentante il dominio del comunismo sui cinque continenti), i riferimenti alla produttività agricola (le spighe di grano ed il cotone) sulla cornice esterna.
Particolarità dello stemma è la pompa petrolifera posta in primo piano, un evidente riferimento agli abbondanti giacimenti della regione. Sullo sfondo, il sole nascente simboleggia l'avvento del futuro radioso per il proletariato.
A contornare le spighe di grano, delle fasce rosse riportanti il celebre motto marxiano "Proletari di tutti i paesi, unitevi!", riportato sia in lingua azera (Бүтүн өлкəлəрин пролетарлары, бирлəшин!, Bütün ölkələrin proletarları, birləşin!) che in russo (Пролетарии всех стран, соединяйтесь!).
Sopra la falce e martello, è trascritto il nome ufficiale (sempre in entrambe le lingue) dello stato.

## Storia

La prima versione dello stemma sovietico dell'Azerbaigian, utilizzato dal 1931 al 1937

Durante la sua appartenenza alla Repubblica Sovietica Transcaucasica, la Repubblica Sovietica Azera utilizzò come proprio emblema ufficiale (approvato nel 1931) una versione leggermente diversa; essa conteneva infatti una mezzaluna stellata, posta sopra la falce e martello, sulla sommità, oltre che un trattore nella sezione centrale. Con il raggiungimento dello status di repubblica sovietica autonoma (sebbene non indipendente), tale stemma venne modificato nella sua versione definitiva da uno specifico decreto.
Essa resterà in uso fino al 1992, quando verrà sostituito da quello della repubblica indipendente, sorta a seguito della dissoluzione dell'Unione Sovietica.

## Curiosità
- Il riferimento alla pompa petrolifera come simbolo identificante l'Azerbaigian si può ritrovare anche nello stemma del Neftçi Baku, uno dei club calcistici più popolari del paese (fondato in era sovietica), che lo riporta in primo piano nel suo stemma.